# NGC 5038
NGC 5038 este o galaxie lenticulară situată în constelația Fecioara. A fost descoperită în 28 mai 1881 de către Edward S. Holden⁠(d). Se află la o distanță de 32,49 de megaparseci de Pământ.